# Lamellocossus gobiana
Lamellocossus gobiana är en fjärilsart som beskrevs av Daniel 1970. Lamellocossus gobiana ingår i släktet Lamellocossus och familjen träfjärilar. Inga underarter finns listade i Catalogue of Life.